# Décimo Júnio Bruto (cônsul em 77 a.C.)
Décimo Júnio Bruto (em latim: Decimus Iunius Brutus) foi um político da gente Júnia da República Romana eleito cônsul em 77 a.C. com Mamerco Emílio Lépido Liviano. Era filho de Décimo Júnio Bruto Galaico, cônsul em 138 a.C., e pai de Décimo Júnio Bruto Albino, um general romano que serviu sob Júlio César nas Guerras Gálicas e um de seus assassinos.

## Carreira
Apareceu pela primeira vez nas fontes em 100 a.C., ainda muito jovem, como um dos jovens nobres que assassinou o tribuno da plebe Lúcio Apuleio Saturnino na Cúria Hostília. Era membro da facção dos optimates e foi eleito pretor, provavelmente em 80 a.C.. Depois da morte de Sula, foi criticado por seu apoio a Marco Emílio Lépido e participou da revolta contra Quinto Lutácio Cátulo no ano anterior. Ocupou o consulado em 77 a.C. com Mamerco Emílio Lépido Liviano. No término do mandato, nenhum dos dois aceitou o comando proconsular na Hispânia para ajudar Quinto Cecílio Metelo Pio em suas dificuldades na Guerra Sertoriana.
Em 74 a.C., Júnio Bruto entregou suas terras em garantia para ajudar um parente que estava sendo processado por Caio Licínio Verres, o pretor urbano. Ainda estava vivo em 63 a.C., quando sua esposa, Semprônia, enquanto ele estava fora, foi seduzida por Catilina e acabou envolvida em sua conspiração ao receber os embaixadores alóbroges em sua casa.
A curta carreira política de Júnio Bruto é lembrada principalmente por seu envolvimento nas esferas civil e legal da vida pública do que na política e foi citado como sendo bem versado em grego e latim.